# Montejo de la Sierra
Montejo de la Sierra è un comune spagnolo di 305 abitanti situato nella comunità autonoma di Madrid. Fa parte della comunità di comuni della Sierra del Rincón.